# Зукри, Мэтт
Мэттью Чарльз Зу́кри (англ. Matthew Charles «Matt» Czuchry, МФА [ˈzʊkri]; род. 20 мая 1977) — американский актёр. Наиболее известен своими ролями в телесериале «Девочки Гилмор», а также в телесериале «Хорошая жена».

## Биография

### Детство
Мэтт родился в Манчестере, штат Нью-Гемпшир, и вырос в Кингспорте, штат Теннесси в семье профессора Восточного Государственного Университета Теннесси и домохозяйки. По линии отца Мэтт Зукри имеет украинские корни (изначально его фамилия на украинском звучала как Чухри́й). У Мэтта есть два брата и сестра.

### Карьера
В 1995 году Зукри с отличием окончил Science Hill High School, а в 1999 году — Колледж Чарльстона по специальности исторических и политических наук.
В колледже Зукри брал уроки актёрского мастерства и его преподаватель заметил неплохие способности Мэтта к драматическим ролям. Во время своей первой телевизионной роли в т/с «Молодые американцы» Мэтт познакомился с актрисой Кейт Босворт, с которой встречался в 2000—2002 годах. С 2004 года Зукри был занят в успешном телесериале «Девочки Гилмор», где сыграл роль Логана Ганцбергера.
В 2009 году Мэтт получил роль адвоката, выпускника Гарвардского Университета, Кери Агоса в телесериале «Хорошая жена».
В 2002 году Зукри снялся в чёрной комедии «Атака пауков», а также в молодёжной комедии «Шлёпни её, она француженка».
В 2007 году Зукри сыграл в театральной постановке драматурга Венди Вассерштайн.
В 2018 году Мэтт начал съемки в телесериале «Ординатор», Премьера сериала состоялась 21 января 2018 года на телеканале Fox.

## Фильмография
| Год       |    | Русское название                | Оригинальное название             | Роль             |
| --------- | -- | ------------------------------- | --------------------------------- | ---------------- |
| 2000      | с  | Хулиганы и ботаны               | Freaks and Geeks                  | Тинейджер        |
| 2000      | с  | Противоположный пол             | Opposite Sex                      | Курт             |
| 2000      | с  | Молодые американцы              | Young Americans                   | Шон МакГрэил     |
| 2002      | ф  | Шлёпни её, она француженка      | Slap Her, She's French!           | Кайл Фуллер      |
| 2002      | с  | Практика                        | The Practice                      | Скип Химан       |
| 2002      | ф  | Атака пауков                    | Eight Legged Freaks               | Брет             |
| 2002      | ф  | Рейв в летнюю ночь              | A Midsummer Night's Rave          | Эван             |
| 2002      | с  | Седьмое небо                    | 7th Heaven                        | Карл             |
| 2002      | ф  | Плаванье против течения         | Swimming Upstream                 | Моррис Бёрд III  |
| 2003      | с  | Джейк 2.0                       | Jake 2.0                          | Дарин Меткалф    |
| 2003      | ф  | Преимущество оленя              | Advantage Hart                    |                  |
| 2003—2004 | с  | Таксист                         | Hack                              | Джейми Фаррел    |
| 2004      | ф  | Эм и Я                          | Em & Me                           | Чейс             |
| 2004—2007 | с  | Девочки Гилмор                  | Gilmore Girls                     | Логан Ханцбергер |
| 2005      | тф | Мрачные тени                    | Dark Shadows                      | Вилли Лумис      |
| 2006      | ф  | На крючке                       | Hooked                            | Скотти           |
| 2006      | с  | Лига справедливости: Без границ | Justice League Unlimited          | Брэйниак 5       |
| 2006      | с  | Вероника Марс                   | Veronica Mars                     | Чарли Стоун      |
| 2007      | тф | Гравитация                      | Gravity                           | Рэй              |
| 2008      | с  | Огни ночной пятницы             | Friday Night Lights               | Крис Кеннеди     |
| 2009      | ф  | Мальчишник в Техасе             | I Hope They Serve Beer in Hell    | Такер Макс       |
| 2009—2016 | с  | Хорошая жена                    | The Good Wife                     | Кэри Агос        |
| 2010      | тф | 19-я жена                       | The 19th Wife                     | Иордан           |
| 2016      | с  | Девочки Гилмор: Времена года    | Gilmore Girls: A Year in the Life | Логан Ханцбергер |
| 2018—2023 | с  | Ординатор                       | The Resident                      | Конрад Хокинс    |